# シュガーヒル・ギャング
シュガーヒル・ギャング（The Sugarhill Gang）は、アメリカ・ニュージャージーイングルウッド出身のヒップホップ・グループである。1979年にリリースし商業的にも初めて成功を収めたラップである「ラッパーズ・ディライト」で知られている。

## 略歴
1979年、シルヴィア・ロビンソンによって設立された、シュガーヒル・レコードからデビュー。同年に発売した1枚目のシングル「ラッパーズ・ディライト」は、アメリカのラジオ番組『American Top 40』でヒップホップのシングルとして初めてランクインした。
その後はヒットに恵まれていないが、オールドスクール・ヒップホップのパイオニアとして現在も活動中である。

## メンバー
- ワンダー・マイク（Wonder Mike、1958年4月30日 - ） - MC

本名：マイケル・アンソニー・ライト
- マスター・ジー（Master Gee、1963年 - ） - MC

本名：ガイ・オブライエン

### 過去のメンバー
- ビッグ・バンク・ハンク（Big Bank Hank、1957年8月5日 - 2014年11月11日） - MC

本名：ヘンリー・ジャクソン。癌による合併症のため死去。

## ディスコグラフィ

### スタジオ・アルバム
- 『シュガーヒル・ギャング』 - Sugarhill Gang (1980年、Sugar Hill)
- 『エイス・ワンダー』 - 8th Wonder (1982年、Sugar Hill)
- Rappin' Down Town (1983年、Sugar Hill)
- Livin' in the Fast Lane (1984年、Sugar Hill)
- Jump on It! (1999年、Kid Rhino)

### コンピレーション・アルバム
- Sugarhill Gang Greatest Hits (1984年)
- 『ザ・ベスト・オブ・シュガーヒル・ギャング』 - The Best of Sugarhill Gang: Rapper's Delight (1996年)
- Ain't Nothin' but a Party (1998年)
- Back to the Old School 2 - Rapper's Delights (1999年)
- 『ザ・ショウダウン:シュガーヒル・ギャングVSグランドマスター・フラッシュ&フューリアス・ファイヴ』 - The Showdown (1999年) ※with グランドマスター・フラッシュ&フューリアス・ファイヴ
- The Greatest Hits (2000年) ※with グランドマスター・フラッシュ
- The Greatest Hits of Sugarhill Gang (2004 Tour) (2004年)
- The Story of Sugarhill Records (2005年)
- Hip Hop Anniversary Europe Tour: Sugarhill Gang Live (2008年)
- Rhythm & Rhymes: The Definitive Collection (2010年)

### シングル
- 「ラッパーズ・ディライト」 - "Rapper's Delight" (1979年)
- "Rapper's Reprise (Jam Jam)" (1980年)
- "8th Wonder" (1980年)
- "Apache" (1981年)
- "Showdown" (1981年)
- "The Lover In You" (1982年)
- "The Word Is Out" (1983年)
- "Be A Winner" (1983年)
- "Kick It Live from 9 to 5" / "The Lover In you" (1983年)
- "Livin in the Fast Lane" (1984年)
- "Troy" / "Girls" (1984年)
- "The Down Beat" (1984年)
- "Work, Work The Body" (1985年)
- "Rapper's Delight (Hip Hop Remix '89)" (1989年)
- "Lala Song (featuring Bob sinclar)" (2009年)